# 687. grenadirski polk (Wehrmacht)
687. grenadirski polk (izvirno nemško 687. Grenadier-Regiment; kratica 687. GR) je bil pehotni polk Heera v času druge svetovne vojne.

## Zgodovina
Polk je bil ustanovljen 15. oktobra 1942 in dodeljen 336. pehotni diviziji. Uničen je bil maja 1944 med bitko za Sevastopol.